# 纳哈斯·安古拉
纳哈斯·吉迪恩·安古拉（Nahas Gideon Angula，1943年—），纳米比亚政治家，前纳米比亚总理、國防部長，所屬政黨是西南非洲人民組織。
安古拉在奧希科托區出生。1990年起成為國民議會議員。
| 前任： 西奥-本·古里拉布 | 纳米比亚总理 2005年－2012年 | 繼任： 哈格·根哥布 |